# Singapore Management University
De Singapore Management University (SMU) is een Singaporese autonome universiteit met een campus in het Central Business District in de kern van de stadstaat. De instelling werd opgericht in 2000 en biedt opleidingen aan volgens het model van de Wharton School, waarmee het een intense samenwerking heeft. De eerste rector, Janice Bellace, was tevens vicedecaan van de Wharton School.
De universiteit biedt bachelor-, master- (inclusief verschillende MBA's), doctoraat- en voortgezette opleidingen aan. De instelling bestaat uit zes faculteiten: de School of Accountancy, de Lee Kong Chian School of Business, de School of Economics, de School of Computing and Information Systems, de Yong Pung How School of Law en de School of Social Sciences.
SMU wordt beschouwd als een topinstelling voor businessopleidingen. Zo heeft de instelling de drievoudige accreditatie van AACSB International, EQUIS en AMBA ontvangen, waarmee het tot een selecte groep van Tripple Crown-instellingen behoort. De universiteit scoort ook goed in internationale rankings: plaats 51 in de Financial Times MBA ranking, plaats 77 in USNews en plaats 2 in de University of Texas Dallas ranking. SMU is gerangschikt in de 511-520 band in de wereld, en #11 in vergelijking met soortgelijke gespecialiseerde universiteiten in de 2021 QS World University Rankings. In Azië staat SMU op de derde plaats, achter Hong Kong University of Science and Technology - Business School (26e wereldwijd) en City University of Hong Kong - College of Business (28e wereldwijd). SMU blijft ook consistent stijgen in internationale rankings.
SMU komt niet voor in de traditionale universiteitsrankings omdat het gespecialiseerde universiteit is met een focus in Management, Sociale Wetenschappen en Technologie. In de Quacquarelli Symonds (QS) World University Rankings' classificatie van 'gespecialiseerde universiteiten stond SMU op de 11e plaats naast oudere, gevestigde gespecialiseerde universiteiten zoals de London School of Economics and Political Science, Sciences Po Paris, University of Gallen en Hitotsubashi University.
De universiteit heeft uitwisselingsprogramma's met meer dan 250 universiteiten wereldwijd en heeft een gemeenschappelijk MBA programma met de IE Business School in Madrid.
De instelling heeft via haar lerarencorps een sterke band met België. Onder het erg internationale professorencorps (39% internationale docenten met 26 nationaliteiten) zitten er enkele Belgische topprofessoren Business & Management. De Belgische professor Arnoud De Meyer was er rector tussen 2010 en 2019. De huidige decaan van de businessschool, Bert De Reyck, is een Belg. 

## Bekende alumni
- Giulia Van Waeyenberge, senior manager Sofina, bestuurder familiale holding De Eik [9]